# حزباوی (طایفه)
قبیله حزبه يا حزباوى (به عربى: الحزباوي) از تبار عرب و از مشهورترین قبائل منتسب به بنی کعب در ايران و کشورهای عربى است.

## نسب شناسی
یکی از شش قبیله بنی کعب می باشد که در شادگان ساکن بوده و مردم آن اکنون در اهواز، آبادان، ماهشهر و دیگر شهرهای استان خوزستان زندگی می کنند.
تیره های حزبه عبارتند از: آل بوغونیم، آل بوحمودی، آل بوغنام، البلاعطه، العسمان، آل بوحمیدان، و البحاویو آل بوراضي